# 鉄道シミュレーター

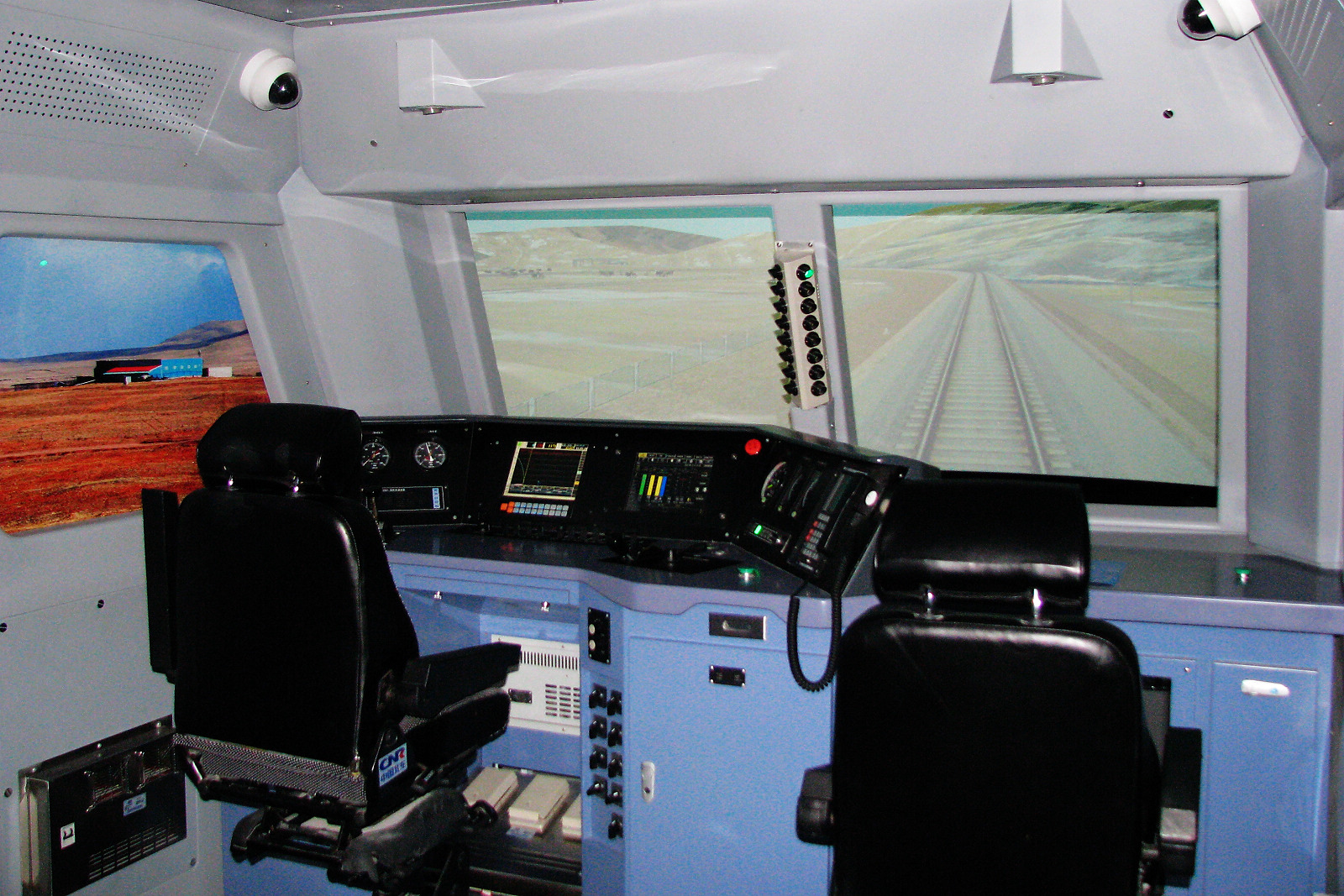
CNR大連と西南交通大学が製作した中国国鉄HXD3B型電気機関車の機関車運転シミュレーター

鉄道シミュレーター（てつどうシミュレーター、またはトレインシミュレーター）は、鉄道に関する事象をコンピューター上でシミュレーションするシステム、またはそれを用いた装置である。実写映像やコンピューターグラフィックスを用いて沿線の風景を仮想空間上に映し出し、車両の運転操作、列車の運行をはじめとした様々な要素を再現する。
本稿では教育訓練、研究開発などに使用される業務用シミュレーターと、娯楽用として用いられるシミュレーションゲームの分野に大別して解説する。

## 業務用シミュレーター
業務用シミュレーターには多数の種類があり、主に以下の目的で使用される。
乗務員の教育・訓練
運転士・車掌の養成や研修を行うためのシミュレーターでは、基本的な訓練に加え、実際の鉄道車両では困難な異常発生時の対処訓練が可能である。運転士向けには運転台を含めた鉄道車両のモックアップ、もしくは運転台のみを模した装置が使用される。車掌シミュレーターでは旅客乗降時の安全確認・ドア開閉操作・車内放送、ならびに異常時の訓練を行う。
鉄道車両の研究・開発
運行時におけるヒューマンエラー、鉄道車両における快適性・乗り心地などの研究にシミュレーターが用いられている。
展示施設での展示・体験
鉄道車両の運転を体験できる一般向けの運転シミュレーターが鉄道博物館を中心に設置されている。

## シミュレーションゲーム
シミュレーションゲームの一分野となる鉄道シミュレーションゲーム（Train simulation game）は、鉄道車両を運転する運転シミュレーション（Train Simulator、電車でGO!、Bve trainsimなど）、鉄道会社を経営する経営シミュレーション（A列車で行こうシリーズ、Simutransなど）が主流となっている。その他のジャンルにおいては、3D空間上で列車の走行・風景の作成に特化したRailSim、同様の趣旨で鉄道模型を題材とした鉄道模型シミュレーター（VRM）などの作品が存在する。
運転シミュレーションゲームにおいては、電車でGO!コントローラーやマルチトレインコントローラ、RailDriverなど、運転台を模した専用コントローラーも用意されている。

### 主な作品
運転シミュレーション
- Train Simulator(音楽館) / JR東日本トレインシミュレータ（販売：音楽館・JR東日本。1995年 - ）[3]
- 電車でGO!シリーズ (販売：タイトー。1996年 - )
- Railfan（販売：音楽館・タイトー。2006年）
- Bve trainsim (開発：mackoy。フリーウェア。2000年 - )
- OpenBVE (開発：オープンソース。フリーウェア。2009年 - )
- Microsoft Train Simulator (販売：マイクロソフト。2001年)
- Trainz (販売：N3V Games。2001年 - )
- Train Simulator(Dovetail Games) / Train sim Worldシリーズ（英語版）（販売：Dovetail Games。2009年 - ）
- Hmmsim（朝鮮語版）（開発：Jeminie。2014年 - ）
- 鉄道にっぽん!路線たびシリーズ（販売：ソニックパワード。2014年 - )
- Train Drive ATS（開発：Takahiro Ito。2012年 - ）
- TRAIN CREW (販売：acty[溝月レイル]。 2021年 - )
- トレイン趣味シリーズ  (フリーウェア。2006年 - )[4]
- 鉄道運転シミュレータ（開発：第一閉塞進行！。2010年 - ）[5][6]
- TRAMCITY HAKODATE（販売：TRAMWORKS[サクラダ]。2022年 - ）
- SenSim（開発：Studio 134。2016年 - ）[7]
- Mechanik (開発：Aleksander Madej,Robert Kowalski フリーウェア。1997年）[8]
- Metro Simulatior (フリーウェア。2010年 - ）[9]
- Metro Simulatior(KishMish Games) (販売：KishMish Games。2019年 - )[10]
- Trans-Siberian Railway Simulator（販売： Pentacle。2024年 - ）[11]
- Back in Service: a Metro Driver（販売：Dominik Vojta。2025年 - ）[12]
- Train Life: A Railway Simulator（販売：Nacon。2022年 - ）[13]

経営・輸送シミュレーションほか
- A列車で行こうシリーズ（販売：アートディンク。1985年 - ）
- レイルロードタイクーン（販売：マイクロプローズ。1990年 - ）
- トランスポートタイクーン（販売：マイクロプローズ。1994年）
- Simutrans (開発：オープンソース。フリーウェア。1999年 - )
- OpenTTD (開発：オープンソース。フリーウェア。2011年 - )
- Transport Feverシリーズ（英語版）(販売：Urban Games。2014年 - )
- 鉄道模型シミュレーター（販売：アイマジック。1998年 - ）
- RailSim（開発： おかづ。オープンソース。フリーウェア。2003年 - )
- Signal Control Simulator（販売：SMOC Projects。2024年 - )[14]
- 箱庭シティ鉄道（販売：カイロソフト。2016年)[15]